# Strada statale 24 del Monginevro
La strada statale 24 del Monginevro (SS 24) è un'importante strada statale e provinciale italiana che percorre la Val di Susa e altri comuni della città metropolitana di Torino.

## Percorso

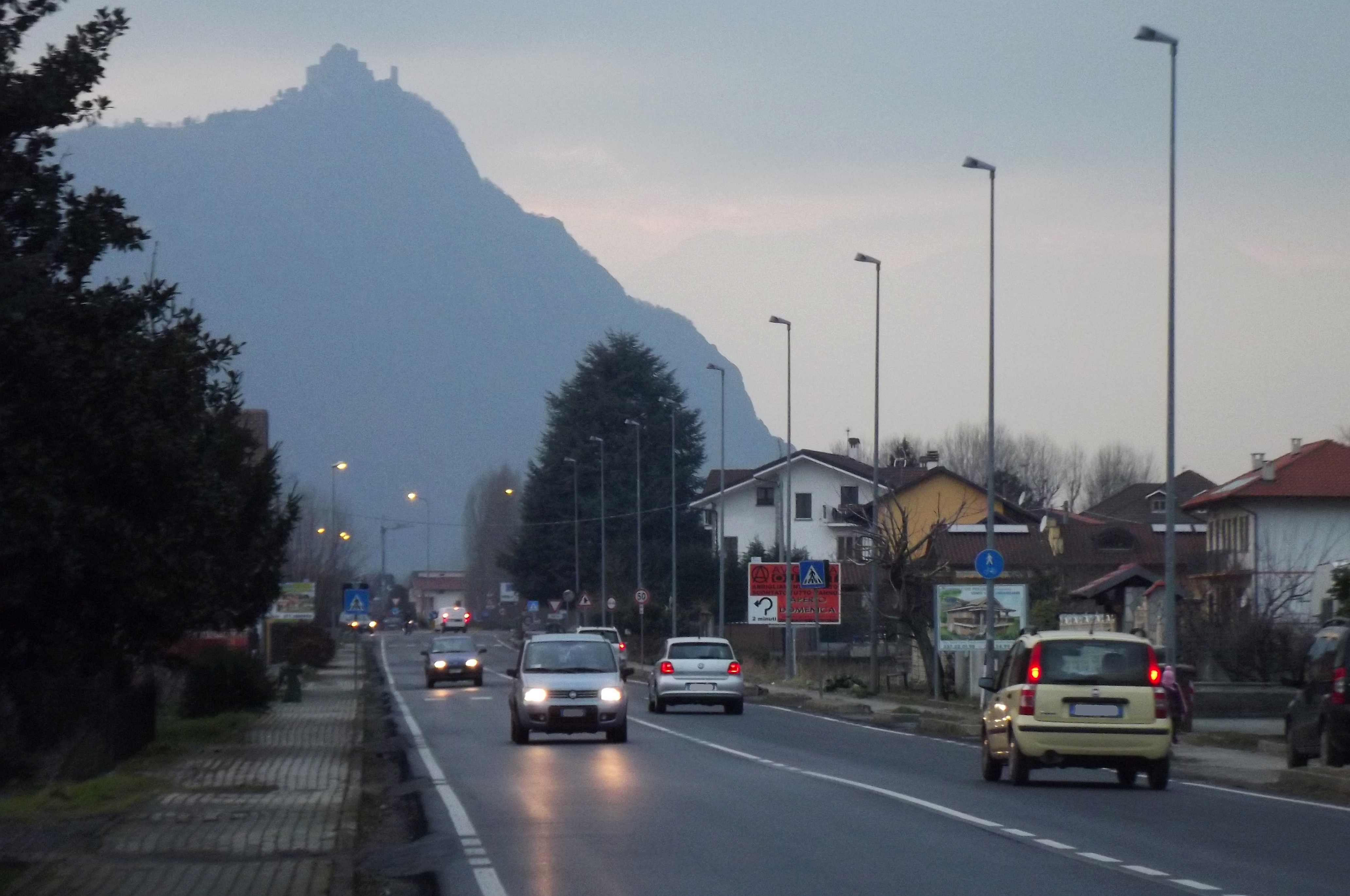
La strada a Drubiaglio (Avigliana); sullo sfondo il monte Pirchiriano con la Sacra di San Michele.

La strada ha origine a Torino, dalla periferia ovest della città in via Pianezza e, dopo aver intersecato la tangenziale, giunge a Collegno, Pianezza, Alpignano e Caselette. Da qui la strada inizia la risalita verso la Val di Susa sul versante nord, affiancata all'autostrada A32, e tocca i comuni di Avigliana, Villar Dora, Caprie, Condove, Borgone Susa, dove si interseca con la strada statale 25 del Moncenisio, scambiandosi con essa attraverso un tratto di poche centinaia di metri in comune in bassa valle la 24 corre a nord e la 25 a sud, viceversa da Borgone verso la Francia. Prosegue passando per Villar Focchiardo, San Giorio di Susa, Bussoleno e giunge a Susa. Da qui la strada prosegue verso la Francia, passando per Gravere, Chiomonte, Exilles, Salbertrand, Oulx, dove si diparte la strada statale 335 di Bardonecchia, e Cesana Torinese, dove ci si può immettere sulla ex strada statale 23 del Colle di Sestriere.
Dopo pochi km, su un tracciato piuttosto difficoltoso, si arriva al Confine di Stato di Claviere, dove la strada entra in Francia col nome di RN 94. In territorio francese si trova attualmente il Colle del Monginevro. Prima del Trattato di Pace del 1947 il confine si trovava a metà strada fra Claviere e il Monginevro.
In seguito al decreto legislativo n. 112 del 1998, dal 2001, la gestione del tratto Torino - Susa, più precisamente fino alla progressiva chilometrica 55,200, è passata dall'ANAS alla Provincia di Torino.

## Variante
Nel 2010 è stata aperta una variante (detta SS 24 var), che dal comune di Collegno, al km 10 circa, permette di raggiungere il confine tra i comuni di Alpignano e Caselette, al km 17 circa, evitando i centri di Pianezza e Alpignano. Il tracciato è lungo 8 km circa, uno in più di quello che va ad affiancare
(che forse sostituirà con la variante autostradale Collegno-Alpignano). Al momento sono state posizionate i pali chilometriche e alcune delle paline indicanti i 100 m, partendo dalla progressiva del ricongiungimento (17 e qualche decimo) e procedendo a ritroso. In questo modo tuttavia, perlomeno, la progressiva risultante all'intersezione iniziale di Collegno si trova ad essere 9, in contrasto con quella tradizionale che si trova già a quota 10 procedendo in direzione Susa, si incontrano prima il km 9 classico, poi il km 10 classico, e dopo qualche centinaio di metri il km 9 sulla progressiva del tracciato nuovo.

## Tratto in comune con la SS 25
Il tratto di poche centinaia di metri in comune con la SS 25, tra i territori comunali di Villarfocchiardo e di Borgone, è formalmente considerato soltanto appartenente all'altra strada, e la progressiva chilometrica si interrompe (al km 39+550 circa) a Borgone per riprendere dalla stessa quantità a Villarfocchiardo, nonostante ci sia in mezzo il ponte sulla Dora Riparia e qualche altro centinaio di metri. In altri contesti analoghi (per esempio il tratto in comune tra le statali 463 e 13) se ne è invece tenuto conto, riprendendo la progressiva della strada non conteggiata nel tratto condiviso dalla quantità precedente addizionata della lunghezza del percorso in comune.

## SS, SSP o SP: quale denominazione?
La strada è attualmente gestita dall'ANAS a monte di Susa e dalla Provincia di Torino a valle. Mentre per quanto riguarda il tratto di competenza dell'ente nazionale la denominazione corretta è senza alcuna ombra di dubbio SS, la denominazione SP 24, utilizzata talvolta per identificare il tratto di competenza dell'ente provinciale, può dare luogo ad ambiguità, in quanto esisteva un'altra strada provinciale 24 nella provincia di Torino, la strada provinciale 24 di Villanova, essendo stata istituita essa prima del decreto legislativo che ha devoluto la competenza dell'arteria valsusina da nazionale a provinciale. Pur trovandosi geograficamente in un'altra zona (Canavese), si poteva generare confusione. A tale scopo, per identificare il tratto di ex statale, è stato deciso di mantenere la denominazione SP 24, anche se il nome SSP 24 è presente anche sulla maggior parte delle paline chilometriche presenti sul tracciato, mentre la strada provinciale 24 di Villanova è stata ridenominata SP 724. Altri cartelli stradali sono invece meno precisi e alcuni di essi riportano anche l'indicazione SS sul tratto non nazionale.
Gli abitanti della Valle di Susa, fin dalla sua costruzione hanno chiamato questa strada "la Militare", probabilmente perché utilizzata come strada preferenziale dalle truppe militari per l'attraversamento della valle.